# Dmitrij Szabanow
Dmitrij Aleksiejewicz Szabanow (ros. Дмитрий Алексеевич Шабанов, ur. 19 lipca 1964 w Moskwie) – rosyjski żeglarz sportowy, srebrny medalista olimpijski z Atlanty.
Zawody w 1996 były jego jedynymi igrzyskami olimpijskimi. Startował w klasie Soling, załogę jachtu tworzyli również Gieorgij Szajduko i Igor Skalin. W tej klasie zdobył w tym samym roku złoty medal mistrzostw świata.